# Juan Lamata
Juan Lamata Martín (Madrid, España, 5 de abril de 1931 - Venezuela, 1991) fue un director y productor de televisión venezolano, de origen español. Dirigió telenovelas como La usurpadora, La italianita, La indomable y Cristina.

## Biografía
Juan Lamata Martín nació en Madrid, España, hijo de Luis Lamata Tastet y María Luisa Martín Capote. Es el hermano menor de la actriz María Luisa Lamata.
Después del establecimiento de la dictadura de Franco en España, Juan Lamata y su familia se mudarón a Argentina, donde pasó su infancia y juventud. Después de la muerte de su padre, se mudaron a Venezuela. 
Juan Lamata adquirió sus primeras habilidades como director en Argentina, trabajando como asistente de dirección para varias películas.
En 1953 se convirtió en parte del colectivo de la primera compañía privada de televisión venezolana Televisa.
En 1958 se casó con María del Rosario Betancor Díaz y tuvieron tres hijos, el director Luis Alberto Lamata nacido en 1959, la fotógrafa Liliana Lamata nacida en 1963, el fotógrafo y director de fotografía Juan Lamata nacido en 1973.

## Trayectoria
En 1955 dirige el programa matutino de variedades y entrevistas, Lo de hoy con Renny Ottolina junto a las figuras Silvia Palatti, Laura Olivares, Lolita Sacristán, el organista Emilio Muñoz Barrios, el director musical Aníbal Abreu, el locutor de cabina Héctor Myerston, el productor Jorge Citino el cual continuarían años después, con otro concepto, diversos presentadores. "Lo de hoy" fue el primer programa en transmitirse en el horario matutino en la televisión venezolana.
En 1960 empieza a trabajar en RCTV. donde trabajó con Marina Baura, la cual él mismo se llevó a RCTV y a quién contrataron como actriz principal de diversas telenovelas.
En 1971 sale al aire la primera versión para televisión de La usurpadora original de Ines Rodena protagonizada por Marina Baura y Raúl Amundaray adaptada por Ana Mercedes Escanez.
La Usurpadora fue un reto para Juan Lamata, en una época en la que la tarea de editar, por ejemplo, era un acto físico en el que literalmente había que cortar la cinta de videotape para pegarla con otra, trabajaba 18 horas al día y en el proceso de posproducción el cual el hacia.
Doña Bárbara, otra de las telenovelas dirigidas por Juan Lamata, no sólo fue la primera adaptación de un texto de Rómulo Gallegos para la televisión, sino que fue el primer programa grabado a color de la pantalla chica venezolana.
Producción que se hizo en 1974, época en la cual hubo cierta presión del Estado para que los canales ofrecieran programas de calidad, así que Radio Caracas decide hacer Doña Bárbara, espacio que el público recibió de manera positiva. 
Luego deja de dirigir y le dan un puesto gerencial hasta el final de sus días.
Falleció en 1991. En su honor, la telenovela Las dos Dianas, de 1992, está dedicada a su memoria.

## Filmografía
- Mabel Valdez, periodista (1979)
- El ángel rebelde (1978)
- Canaima (1976)
- La señora de Cárdenas (1976)
- Trono de sangre (1976)
- Doña Bárbara (1975)
- La indomable (1974-1975)
- La italianita (1973-1974)
- Abandonada (1973)
- La usurpadora (1971)
- Cristina (1970)
- La virgen ciega (1970)
- Rosario (1968)
- El derecho de nacer (1965)
- Historia de tres hermanas (1964)
- La criada de la granja (1953)[3]

## Teatro
- 1972 - La ratonera de Agatha Christie.

En el Teatro Las Palmas la representó un elenco de destacados comediantes, como Jorge Palacios, Marina Baura, Edmundo Arias, María Teresa Acosta, Carmen Victoria Pérez, Luis Calderón, Dante Carle y Guillermo González, todos integrantes de la telenovela “La usurpadora”, de RCTV, dirigidos por Juan Lamata.